# Belbello da Pavia

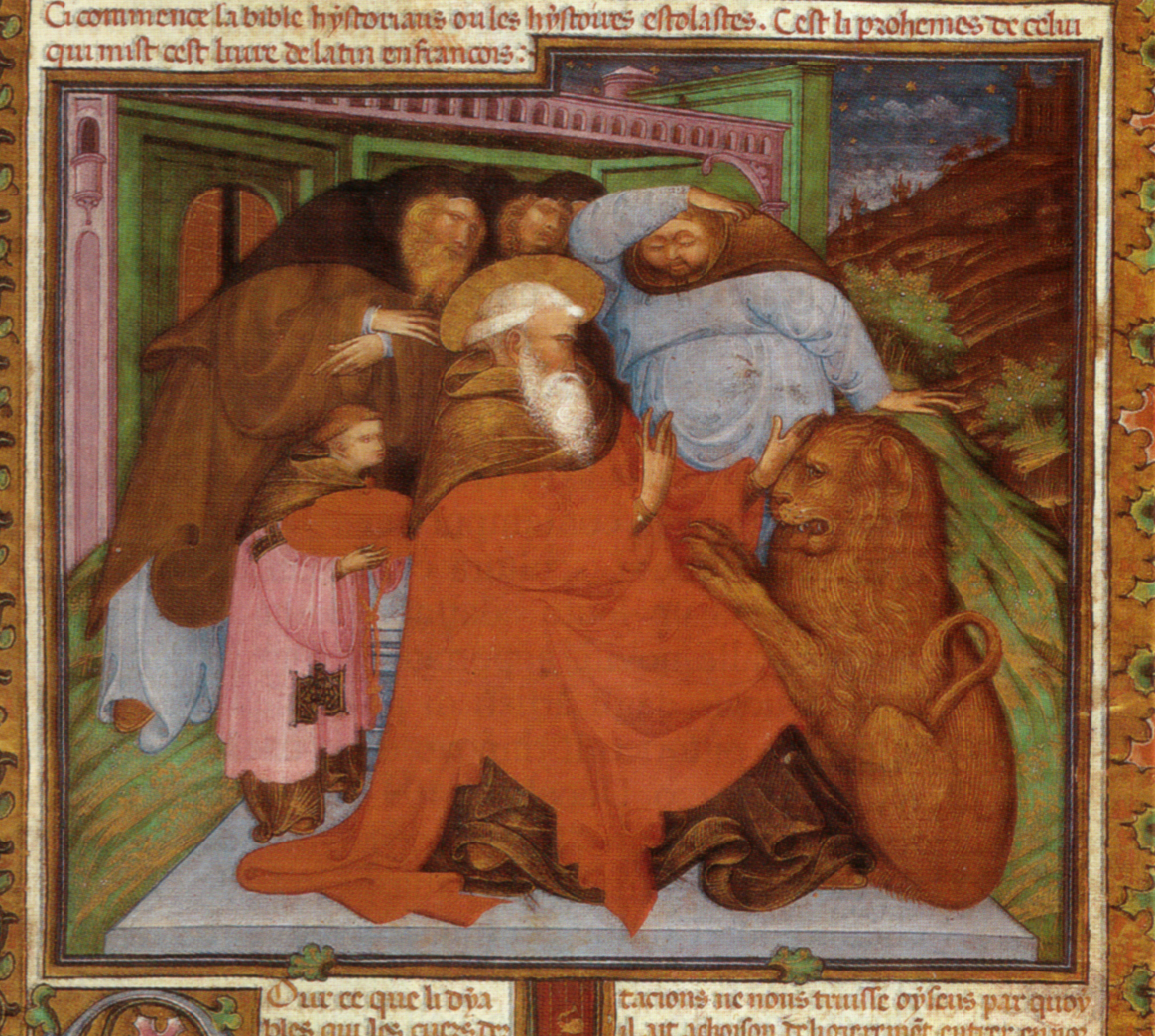
Saint Jérôme, miniature de la Bible d'Este

Belbello da Pavia ou Luchino di Giovanni Belbello  est un enlumineur et un peintre italien de miniatures du XVe siècle, dont l'œuvre se situe entre la fin de la période gothique et le début de la première Renaissance, actif entre 1430 et 1473.

## Biographie
Belbello da Pavie a travaillé pour les diverses cours lombardes dont celles de Milan, Ferrare et Mantoue.
Le début de son activité est témoigné par des commandes de Philippe Marie Visconti duc de Milan qui fit appel à lui afin d'achever le Livre d'heures (Offiziolo) commencé par Giovannino et Salomone de' Grassi et interrompu à la mort de Gian Galeazzo Visconti en 1402.
De 1432 à 1435, il participe à la décoration du Bréviaire de Marie de Savoie, seconde femme de Filippo Maria réalisé en grande partie par le Maître des Vitae Imperatorum.
En 1434, Belbello travaille sur la Biblia Estense qu'il laisse inachevée.
Expulsé de Mantoue pour un crime en 1450, il partit pour Pavie jusqu'en 1461.
De 1448 à 1462, des documents mentionnent les derniers travaux de Belbello, exécutés à Mantoue pour les Gonzague dont le Missel romain), achevé à la demande de Barbara de Brandebourg par Girolamo da Cremona, recommandé par Andrea Mantegna.

## Œuvres
- Illustrations d'un livre d'heures (Offiziolo) commandé par Jean Galéas Visconti pour Filippo Maria Visconti, duc de Milan (commencé par Giovannino de' Grassi en 1401 et continué trente ans plus tard par Belbello) ; conservé à la Bibliothèque nationale centrale de Florence.
- Quelques illustrations du Bréviaire de Marie de Savoie (exécuté en grande partie de 1432 à 1435 par le Maître des Vitae Imperatorum), bibliothèque Chambéry.
- Jésus bénissant, enluminure de la lettre A d'un antiphonaire (1467-1470), 18 cm x 15,5 cm, Paul Getty Museum, Los Angeles.
- Annonciation à la Vierge (1450-1460), tempera et or sur vélin, 58,9 cm x 42,5 cm, National Gallery of Art, Washington.
- Dieu créant les oiseaux et les animaux, 30 cm x 41 cm,
- Adam et Eve, 30 cm x 41 cm,
- Miniatures de la  Bible vaticane Biblia Estense (inachevée en 1434) et du Missel de  Gonzaga di Mantova, Bibliothèque apostolique vaticane, Rome.
- Les Acta Sanctorum, bibliothèque Braidense, Milan.
- Psautier, British Museum, Londres (ms. 15114).
- Missel romain pour les Gonzague, bibliothèque capitulaire, Mantoue.

## Sources
- Notice du Getty Center